# Захари Аффанди
Захари Аффанди (малайск.  Zahari Affandi); (17 октября 1947, Кампунг-Бару-Пахи, Куала-Краи, Келантан) — видный журналист и писатель Малайзии. Настоящее имя, публиковался также под псевдонимом Назир Усман.

## Краткая биография
Получил начальное образование в малайской школе в деревне, в которой родился (1955—1960). В 1963 году окончил среднюю школу им. Султана Яхьи Петра в г. Куала-Краи. В 1967 г. переехал на жительство в Кота-Бару, где после самостоятельных занятий сдал экзамен на сертификат полнго среднего образовагия. В 1978—1979 гг. занимался в Университете наук Малайзии (Пинанг) по программе креативного писательского творчества. В 1981—1983 г. учился в Бостонском университете (США) на курсах журналистики и издательского дела.

## Журналистская деятельность
Имеет большой опыт в области организации журналистского дела. Был помощником редактора газеты «Минггуан Малэйсия» (воскресного выпуска центральной газеты на малайском языке «Утусан Малэйсия»), главным редактором газеты «Хариан Насионал», ответственным редактором еженедельной газеты «Минггуан Ислам», главным редактором еженедельника «Ватан». Позднее создал собственную издательскую компанию «Продеском», затем «Читра Паблишинг».

## Писательская деятельность
Один из наиболее продуктивных и известных писателей 1970-х гг. Опубликовал 49 повестей и множество рассказов. Среди наиболее популярных повестей «Красный месяц над устьями трех рек» («Bulan Merah di Tiga Kuala» — 1976), «Светлячки» («Kunang-Kunang»- 1979), «Покинутая гавань» («Pelabuhan Yang Ditinggalkan»- 1980)..

## Награды
- Премия за литературное произведение — рассказ «Птичьи лапки» (1971);
- Премия за литературное произведение — рассказ «Уехали мои любимые дочки» (1975);
- Премия за литературное произведение — рассказы «Светлячки» и «Когда звезды падают на землю» (1976);
- Второе место на конкурсе Гапены и Сабахского фонда на лучшую повесть — «Красный месяц над устьями трех рек» (1976);
- Главная литературная премия Малайзии — рассказ «Сладость деревенского рамбутана» (2014).